# Craig Gillespie
Pour les articles homonymes, voir Gillespie.
Craig Gillespie [kɹeɪɡ ɡɪˈlɛspi]est un réalisateur et producteur australien né le  1er septembre 1967 à Sydney.
Il est le réalisateur du film biographique Moi, Tonya (2017) et de Cruella (2021). Deux longs-métrages qui ont rencontré un grand succès lors de leur sortie en salles. Il réalise également la mini-série Pam and Tommy diffusée sur Disney + pour lequel il reçoit une nomination au Golden Globe de la meilleure mini-série en 2023.
Sa filmographie tourne généralement autour de personnages profondément mal-aimés soit par leurs proches (Mr. Woodcock) soit par leurs publics (Cruella, Moi Tonya) mais qui aspirent à une vie meilleure.
Il est l'un des réalisateurs fétiches des artistes Emma Stone, Sebastian Stan, Seth Rogen, Paul Walter Hauser et enfin Margot Robbie avec qui il collabore à de nombreuses reprises.

## Biographie

### Débuts difficiles: deUne Fiancée pas comme les autresàMillion Dollar Arm(1967-2015)
Craig Gillepsie naît et grandit à Sydney puis déménage à New York à l'âge de 19 ans. Il intègre l'école des arts visuels de New York pour y étudier l'illustration, le design graphique et la publicité. Il commence à s’intéresser aux films un peu après ses vingt ans, lorsqu'un de ses amis en passe de devenir réalisateur l'encourage à faire de même.

#### Mr Woodcock(2007)
Craig Gillespie commence sa carrière au cinéma en 2007 avec la comédie dramatique Mr Woodcock qu’il coréalise avec le réalisateur David Dobkin. Le film retrace le parcours d’un professeur de sport aux méthodes trop strictes pour ses élèves. Pour les besoins de l’histoire, il dirige les actrices Susan Sarandon et Amy Poehler, seules têtes d'affiche. Le long-métrage fait un bide.[réf. nécessaire]

#### Une fiancée pas comme les autres(2007)
La même année, il décide de faire ses premiers pas derrière la caméra en solo, en adaptant le roman Une fiancée pas comme les autres porté par les acteurs Ryan Gosling et Emily Mortimer dans les rôles principaux. Le projet trainait depuis longtemps dans les cartons personnels du réalisateur et ce dernier mettra trois ans avant que le film ne se monte. Dès le début il envisage Ryan Gosling pour le rôle principal. À cette époque ce dernier enchaîne les tournages depuis le succès de N’oublie jamais. Entre le début de la production et le tournage en hiver, le film aura connu de nombreux problèmes. Il sortira en octobre 2007 et connaît un joli succès critique et public recevant même une nomination pour l’Oscar du meilleur scénario original.[réf. nécessaire]

#### Fright Night(2010)
En 2011, il délaisse la comédie pour le genre du «film d’horreur» avec Fright Night qui s’inspire librement d’un autre film d’horreur des années 1980, et réimagine l’impact des vampires au début des années 2000. Il s’entoure à nouveau d’une belle distribution qui se compose de Colin Farrell, Toni Colette, David Tennant, et Dave Franco. Dès les prémices du projet, le réalisateur australien souhaite s'attacher les faveurs de Colin Farrell qu'il trouve « incroyablement charismatique »et avait choisi également Toni Colette car ils avaient déjà collaboré dans une série télévisée.
Le long-métrage est relativement bien accueilli par les critiques américaines et internationales et est même très rentable au Box-office. Ainsi, le film engrange des recettes s’élevant à 41 millions de dollars pour un coût de production de départ de 35 millions. En France, les critiques sont en revanche plus mitigées. Outre que ses acteurs, le réalisateur a pu compter sur le soutien d’un autre réalisateur : Steven Spielberg qui l’a épaulé tout le long du processus créatif. Ce dernier apportant même son aide au montage final du film.

#### Million Dollar Arm(2014)
Trois ans plus tard, il retourne travailler pour les studios Disney qui lui confie la réalisation de leur film Million Dollar Arm centré autour d’un entraîneur sportif qui souhaite mettre en place une émission de télé-réalité et dénicher ainsi de nouveaux talents. Pour ce projet de haute volée, le réalisateur collabore avec l’acteur Tom McCarthy dont c’est l’un des premiers projets cinématographiques comme scénariste.
Craig Gillespie choisit comme tête d’affiche l’acteur américain Jon Hamm. À cette époque, l’acteur n’a tourné que peu de film et est surtout connu pour être la tête d’affiche de la série Mad Men. Apprécié par les spectateurs, le long-métrage passe quasi inaperçu à sa sortie en salles, noyé par d’autres productions plus commerciales comme Maléfique ou Into The Woods de Rob Marshall, produit par les mêmes studios de production.

### Tournant cinématographique:The Finest HoursetMoi, Tonya(2016-2018)

#### The Finest Hours(2016)
L’année suivante, il succède au réalisateur allemand Robert Schwentke qui doit alors réaliser le film catastrophe The Finest Hours pour les studios Disney. Cependant, ce dernier se désiste au dernier moment pour aller réaliser le second volet de la saga Divergente. Le réalisateur est alors mandaté et reprend le projet à son compte. Le réalisateur obtient un budget de 85 millions de dollars.[réf. nécessaire] Afin d’apporter plus de notoriété au projet, Craig Gillespie met en scène les retrouvailles sur grand écran du duo Chris Pine – Eric Bana et offre également un second rôle au comédien Casey Affleck. À sa sortie en salles, le film est un véritable échec critique et commercial. Ainsi, aux États-Unis il n’engrange que 52 millions de dollars pour un budget de départ beaucoup plus élevé tandis qu’en France, il ne réunit que 62 000 spectateurs. Les critiques sont pour la plupart mitigées voir assassines.

#### Moi Tonya!(2018)

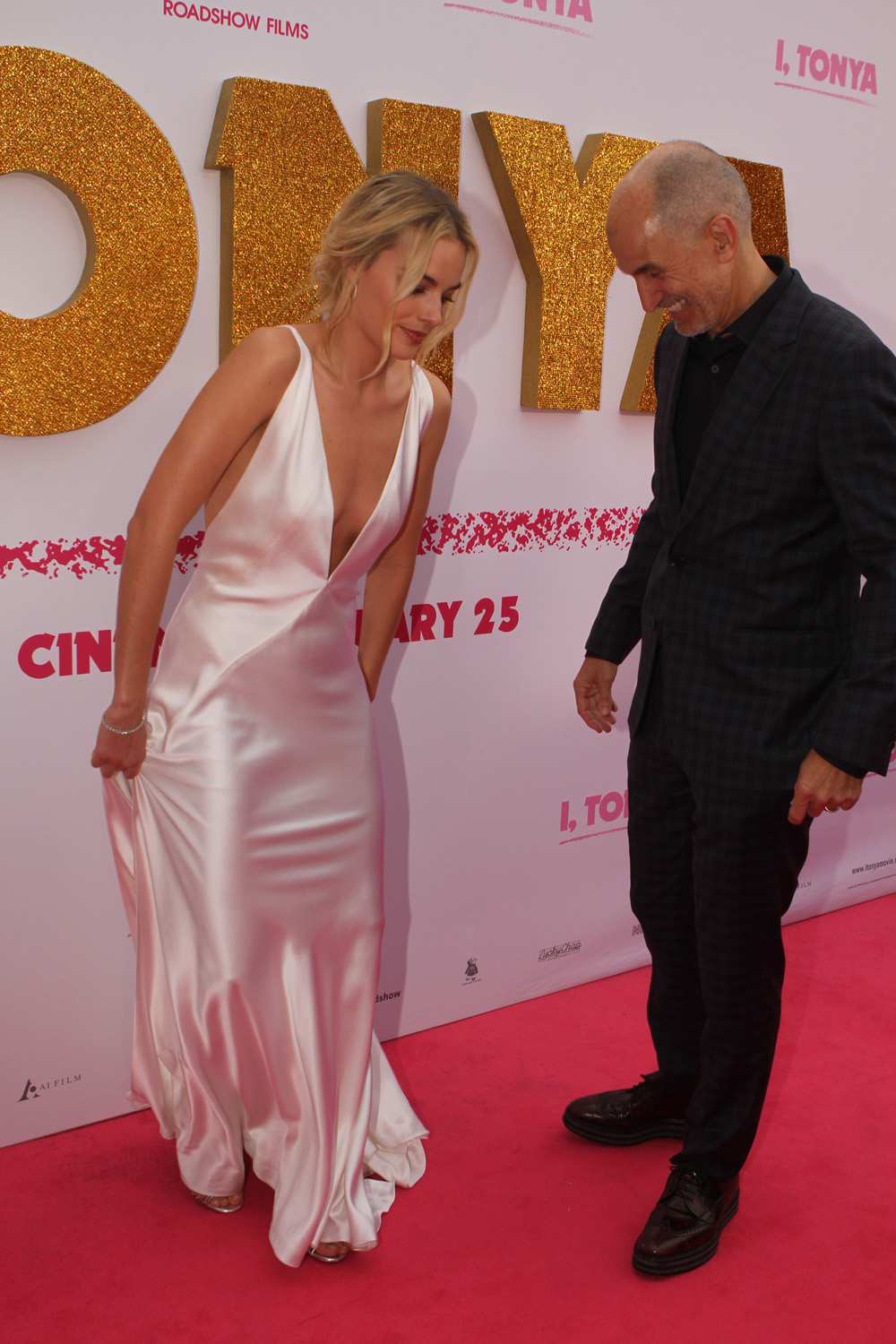
Le réalisateur Craig Gillespie avec son actrice Margot Robbie lors de l'avant première du film Moi, Tonya à Sidney, en 2018.

Deux ans plus tard, le réalisateur australien inaugure son grand retour dans le cinéma avec un drame biographique centré sur l'ascension et la chute de la patineuse controversée Tonya Harding avec le film Moi Tonya. Écrit par un scénariste inconnu Steve Rogers, Craig Gillespie est rapidement mis sur le projet. Le film est déjà bien développé quand il est engagé par la production comme réalisateur. En effet, le scénario est désormais bouclé et Margot Robbie est déjà choisie pour prêter ses traits à Harding. Craig Gillespie accroche dès le début à l'histoire, au projet qu'il maitrise bien puisqu'il avait travaillé dans le domaine de la publicité au moment de l'affaire Nancy Kerigan, et trouve que l'actrice principale est le meilleur choix possible pour incarner la patineuse artistique.
Pour ce long-métrage, le réalisateur choisit de s'associer avec les studios NEON et 30West plutôt qu'avec la plateforme Netflix, car il souhaite que son film touche le plus grand nombre de spectateurs et puisse concourir dans plusieurs festivals. Également pour ce film biographique il choisit une approche différente pour le réaliser. Effectivement, à l'inverse de ses autres œuvres qui avait une narration assez classique, le réalisateur australien décide que celui-là sera filmé et monté comme un faux documentaire. Le tournage du film est très compliqué car il demande beaucoup d'efforts physiques à l'actrice Margot Robbie qui souffre durant celui-ci de plusieurs soucis de santé dont une hernie discale, mais aussi à la comédienne Allisson Janney qui incarne la mère tyrannique de l'héroïne.
À sa sortie en salles, le film devient rapidement un véritable phénomène. Les critiques qu'elles soient américaines ou internationales sont dans l'ensemble positives et se révèlent même très rentables pour une œuvre au budget réduit. Cependant, durant sa sortie le long-métrage connait quelques polémiques en raison de l'histoire controversée autour de l'affaire Nancy Kerigan. Craig Gillespie se sentant coupable du fait de « refaire parler l'histoire », affirme qu'il a souhaité réaliser le film avec le plus grand respect vis-à-vis de ses protagonistes et en particulier envers Nancy Kerrigan qui boycotte l'œuvre, ou Tonya Harding qui à l'inverse apporte son soutien au réalisateur. Le film est sélectionné dans les festivals et permet à l'actrice Allison Janney de remporter l' Oscar de la meilleure actrice dans un second rôle et pour Margot Robbie d'être nommée à celui de la meilleure actrice.

### Ascension comme réalisateur: deCruella(depuis 2020)

#### Cruella(2020)
À la suite de l'immense succès qu'a connu son film Moi Tonya, les studios Disney souhaitent l'engager aux manettes de Cruella en remplacement du dramaturge Alex Timbers qui a alors laissé tomber le projet à cause de son emploi du temps. Pour l'un des producteurs du film, Andrew Gunn, ce choix s'explique par le fait qu' « il se donne beaucoup de mal pour créer des films dans lesquels on comprend des gens qui agissent en dehors de la norme. Il a un sens de l’humour subtil et décalé qui s’accorde parfaitement avec l’univers de Cruella." » Le réalisateur australien obtient alors carte blanche sur le long-métrage, si ce n'est qu'il a l'interdiction de mettre en scène la mort de chiot, ou de faire fumer le personnage principal, en accord avec la politique de la société de production. Craig Gillespie accepte le compromis et engage rapidement la scénariste Dana Fox (spécialiste de comédies) et Tony McNamarra qui alors triomphe grâce au film historique La Favorite, pour enfin écrire le script laissé en suspens.
Côté acteurs, Emma Stone alors très en vogue, est confirmée dans le rôle titre. Cette dernière succède à son ainée Glenn Close qui avait incarné le personnage sur grand écran dans les deux adaptations des 101 Dalmatiens. Le cinéaste retrouve également pour la seconde fois son comédien Paul Walter Hauser qui avait déjà participé à son précèdent film, et engage Emma Thompson, grand nom du cinéma à l'époque, pour jouer la rivale de l'héroïne en remplacement de Nicole Kidman.
Les studios Disney octroient alors pour Craig Gillespie un budget un peu plus important que pour ses précédents films. Le tournage débute en Angleterre pour ensuite se poursuivre aux États-Unis, et durera environ deux ans. Il nécessitera à Emma Stone de nombreuses heures de maquillage et d'habillage, l'actrice s'appuyant régulièrement sur la méthode de l'Actors Studio pour donner vie à son personnage. Côté mise en scène, le réalisateur souhaitant toujours expérimenté de nouvelles choses tournera de nombreuses scènes dans deux formats d'images différents. Annoncé d'abord pour une sortie au cinéma, le long-métrage se verra repoussé plusieurs fois à cause de la pandémie mondiale de coronavirus. Il sortira une première fois aux États-Unis sur la plateforme Disney+puis quelques mois plus tard dans certaines salles en Amérique, tandis qu'en France il sortira exclusivement en salles. Malgré un contexte de sortie particulier, Cruella connaîtra un joli succès et il rapportera 233 millions de dollars de recettes dont 26 millions pour son premier week-end d'exploitation sur le territoire national- devenant l'un des remakes les plus rentables après Alice au pays des merveilles (2010) et Maléfique (2014).
D'un point de vue critique, celles-ci restent assez contrastées. Certains médias trouvent que le film est l'une des meilleures productions du studio, Emma Stone l'interprète principale allant jusqu'à dire que c'est le « le film le plus sombre pour un Disney » quand d'autres mettront plus de nuances.[réf. nécessaire] Le long-métrage reste en soi un joli succès qui permet à son interprète principale d'être nommée au Golden Globe de la meilleure actrice dans un film musical ou comédie. Les studios Disney mettent rapidement en chantier une suite toujours chapeautée par la même équipe.

#### Pam et TommyetMike (2021)
Il délaisse pendant un temps le domaine du cinéma pour celui de la télévision et sort Pam et Tommy. Diffusée aux États-Unis sur Hulule et en France sur Disney + : cette mini-série aborde le scandale autour de la sextape entre l'actrice Pamela Anderson et le batteur Tommy Lee au début des années 2000.[réf. nécessaire] Bien qu'il en reste l'un des producteurs principaux, Gillespie ne réalise que les trois premiers épisodes. 
Comme toujours très méticuleux, il demande à ses acteurs une implications totale. Ainsi que ce soit l'actrice britannique Lily James qui tient le premier rôle féminin ou encore Sebastian Stan - avec qui il signe sa seconde collaboration - qui tient le premier rôle masculin, les deux acteurs se métamorphoseront complètement pour les besoins de leurs rôles. 
Lors de la diffusion du premier épisode, la mini-série se retrouve déjà sujet à plusieurs polémiques. Ainsi, certains artistes et admirateurs de l'actrice Pamela Anderson crient au scandale. Jugeant le fait que faire cette série sur une sextape est malsain. La principale intéressée boycottera d'ailleurs la fiction . La mini-série rencontrera cependant un énorme succès. Les critiques relevant l'implication apportée à la mise en scène, sa réalisation et la reconstitution. Pam et Tommy décrochera 4 nominations aux Emmys Awards dont une pour sa production.
Craig Gillespie poursuit dans le monde de la télévision avec une seconde série : Mike centrée sur la figure du boxeur controversé Mike Tyson, rôle tenu par l'acteur Trevante Rhodes révélé dans Moonlight et Billie Holiday : une affaire d'état.. Il réalise la plupart des épisodes et se charge également de la production aux côtés de Margot Robbie. Cette mini-série signe le second travail du metteur en scène pour les plateformes Hulu et Disney +. Cette dernière ne reçoit pas le soutien du principal concerné.

#### Dumb Money(2023)
Son film suivant est un thriller dans la même veine que The Social Network de David Fincher, sorti en 2010. Le long-métrage s'intéresse à l'affaire GameStop, dont l'entreprise fut en relèvement entre 1991 et 2016. Pour ce septième film, il fait à nouveau équipe avec l'acteur Sebastian Stan et Seth Rogen avec qui il a déjà travaillé sur le biopic Moi, Tonya et la mini-série Pam and Tommy. Shailene Woodley, Paul Dano, Anthony Ramos et Vincent D'Onofrio complètent la distribution dans des rôles plus ou moins important. Le long métrage est distribué par la Metro-Goldwyn-Mayer. 

#### Supergirl(2026)
Il est ensuite annoncé comme réalisateur de Supergirl, second chapitre du nouveau DC Universe administrée par le réalisateur James Gunn, prévu pour 2026. Il doit y diriger Milly Alcock et retrouve pour la seconde fois Emily Beecham. C'est la première fois que Craig Gillespie travaille sur une superproduction après plusieurs projets indépendants.

#### Projets
Ensuite, il est annoncé à la réalisation d'un thriller intitulé Chippendales centré autour d'un club de striptease. Il doit alors diriger d'autres acteurs célèbres dans les rôles principaux : Elle Fanning et Dev Patel.
Il devrait retrouver l'actrice Emma Stone dans Cruella 2.

## Filmographie

### Réalisateur

#### Cinéma
- 2007 : Monsieur Woodcock (Mr. Woodcock)
- 2007 : Une fiancée pas comme les autres (Lars and the Real Girl)
- 2011 : Fright Night
- 2014 : Million Dollar Arm
- 2015 : The Finest Hours
- 2017 : Moi, Tonya (I, Tonya)
- 2021 : Cruella
- 2023 : Dumb Money
- 2026 : Supergirl

#### Télévision
- 2009-2010 : United States of Tara (6 épisodes)
- 2010 : My Generation (saison 1, épisode 1)
- 2013 : Trooper (pilote non diffusé)
- 2021 : Physical (saison 1, épisode 1)
- 2022 : Pam and Tommy (3 épisodes)

### Producteur
- 2009-2010 : United States of Tara (série télévisée - consultant)
- 2013 : Trooper (pilote non diffusé - délégué)
- 2017 : Moi, Tonya (I, Tonya) (délégué)
- 2021 : Physical (série télévisée - délégué)
- 2022 : Pam and Tommy (série télévisée - délégué)
- 2023 : Dumb Money

## Distinctions

### Nominations
- Chicago Film Critics Association Awards 2007 : meilleur réalisateur prometteur pour Une fiancée pas comme les autres
- Golden Globes 2018 : meilleur film musical ou de comédie pour Moi,Tonya
- Dorian Award 2022 : Prix du film Camp pour Cruella
- Primetime Emmy Awards 2022 : meilleure série limitée pour Pam & Tommy
- Golden Globes 2023 : meilleure mini-série pour Pam & Tommy